# Rhodamine

Structuurformule van rhodamine 123.

Rhodamine is een familie van verwante organische structuren, die geclassificeerd zijn als fluorescerende kleurstoffen. Voorbeelden van veelgebruikte rhodamines zijn sulforhodamine B, rhodamine WT, rhodamine B, rhodamine 6G en rhodamine 123. 
Rhodamines zijn over het algemeen vrij schadelijk en erg toxisch. Ze zijn goed oplosbaar in water, methanol en ethanol.

## Toepassingen
Rhodamines worden onder meer gebruikt voor volgende toepassingen:
- Als markeerstof of traceerstof in de hydrologie, om stromings- en transportprocessen in oppervlakte- en grondwater te kunnen volgen. Ze kunnen eenvoudig worden getraceerd aan de hand van een fluorimeter.
- Als optische bron in een kleurstoflaser
- In biotechnologische technieken, waaronder fluorescentiemicroscopie, confocale laserfluorescentiemicroscopie, lasergeïnduceerde fluorescentie, flowcytometrie en ELISA